# Сомпортський тунель
Сомпортський тунель — міжнародний автомобільний тунель, розташований у центральних Піренеях. Сполучає долини Арагон (Іспанія) і Аспе (Франція). Був побудований через міжнародну угоду, підписану Іспанією та Францією між 1994 і 2002 роками. Його урочисте відкриття відбулося 17 січня 2003 року. Його довжина становить 8608 м, з яких 5759 м припадає на іспанську сторону і 2849 м на французьку. Це найдовший автомобільний тунель в Іспанії.

## Історія

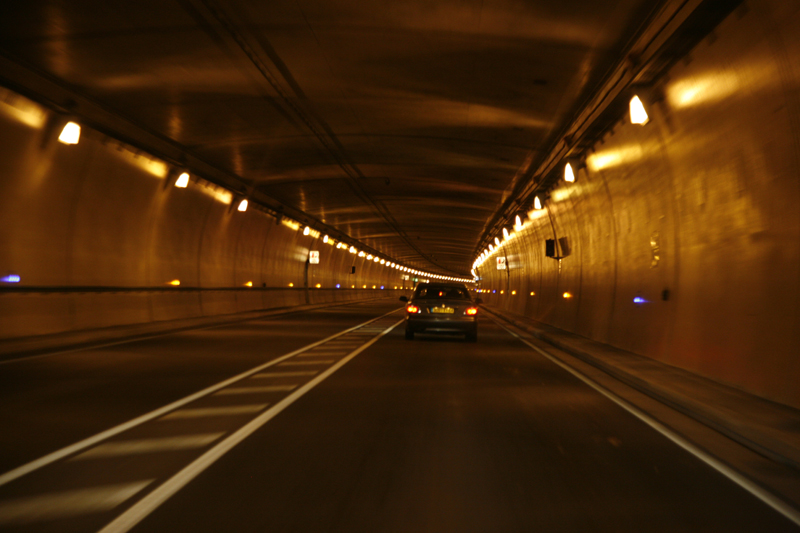
Всередині Сомпортського тунелю.

Перевал Сомпорт - природний перевал, який використовувався з давніх часів. Насправді Somport походить від «Somus Porta» або «Ми є воротами» (між Іспанією та Галлією), хоча етимологічне походження «summus portus» (найвищий порт) також розглядається.
На початку 20 століття був побудований залізничний тунель, який з'єднав залізницею міста Сарагоса і По. Цей тунель був закритий для руху в 1970 році, і дорога залишалася єдиним маршрутом сполучення, але проблема проходила через перевал на висоті 1640 метрів, рух по якому взимку дуже обмежений.
Закриття залізничного тунелю було спричинене зниженням використання лінії до аварії сумнівного походження, яка сталася 27 березня 1970 року на мосту L'Estanguet, між виходом з тунелю у французькій зоні та Станція Бедус послужила приводом для переривання руху SNCF, згодом видаливши існуючий французький матеріал у Канфранку. З цієї дати численні переговори та зустрічі, проведені для відновлення міжнародного сполучення, були безуспішними.
У 1987 році уряди Іспанії та Франції включили тунель у дорожнє планування кордону з Піренейським морем. Через два роки, у 1989 році, була створена іспано-французька комісія, яка почала виконувати попередні дослідження технічного проекту. У 1990 році Європейський Союз включив його до Плану інфраструктури Європейського маршруту E07. Нарешті у квітні 1991 року було підписано угоду про будівництво тунелю.